# Twilight (album Blue System)
Twilight – trzeci album niemieckiego zespołu Blue System wydany w 1989 przez Hansa Records, oznaczony w katalogu numerem 210 295 (wydanie LP). Album zawiera 10 utworów. Po raz pierwszy na płycie Blue System została wydana piosenka z chórkami HPV. W Niemczech album uzyskał status złotej płyty .

## Lista utworów
LP (Hansa 210 295) – 9 października 1989
| 1.  | Magic Symphony                      | 3:34  |
|     |                                     |       |
| 2.  | Love Me on the Rocks                | 3:27  |
|     |                                     |       |
| 3.  | Save Me                             | 3:45  |
|     |                                     |       |
| 4.  | Nobody Makes Me Crazy (Like You Do) | 3:27  |
|     |                                     |       |
| 5.  | Madonna Blue                        | 3:40  |
|     |                                     |       |
| 6.  | Call Me Dr. Love (A New Dimension)  | 3:20  |
|     |                                     |       |
| 7.  | Little Jeannie                      | 3:28  |
|     |                                     |       |
| 8.  | Carry Me Oh Carrie                  | 3:15  |
|     |                                     |       |
| 9.  | Big Yellow Taxi                     | 3:20  |
|     |                                     |       |
| 10. | Everything I Own                    | 3:10  |
|     |                                     |       |
|     |                                     | 34:26 |
|     |                                     |       |

## Twórcy
- Muzyka: Dieter Bohlen
- Autor tekstów: Dieter Bohlen
- Wokalista: Dieter Bohlen
- Producent: Dieter Bohlen
- Aranżacja: Dieter Bohlen
- Współproducent: Luis Rodríguez

## Notowania na listach przebojów
| Notowania  |                   |                   |            |
| Kraj       | Lista             | Najwyższa pozycja | Data       |
| Niemcy     | GfK Entertainment | 11.               | 6.11.1989  |
| Szwajcaria | Hitparade.ch      | 26.               | 5.11.1989  |
| Austria    | Ö3 Austria Top 40 | 30.               | 15.11.1989 |